# Свободный Труд (Татарстан)
 Свободный Труд  — поселок в Камско-Устьинском районе Татарстана. Входит в состав Теньковского сельского поселения.

## География
Находится в западной части Татарстана на расстоянии приблизительно 33 км на северо-запад по прямой от районного центра поселка Камское Устье.

## История
Основан в 1920-х годах.

## Население
Постоянных жителей насчитывалось в 1926 году — 10, в 1938—152, в 1949 — 70, в 1958 — 98, в 1970 — 85, в 1979 — 64, в 1989 — 25. Постоянное население составляло 9 человек (татары 78 %) в 2002 году, 5 в 2010.